# パンマール
パンマール （Penmarc'hまたはPenmarch）は、フランス、ブルターニュ地域圏、フィニステール県のコミューン。古名はTréoultréであった。

## 地理

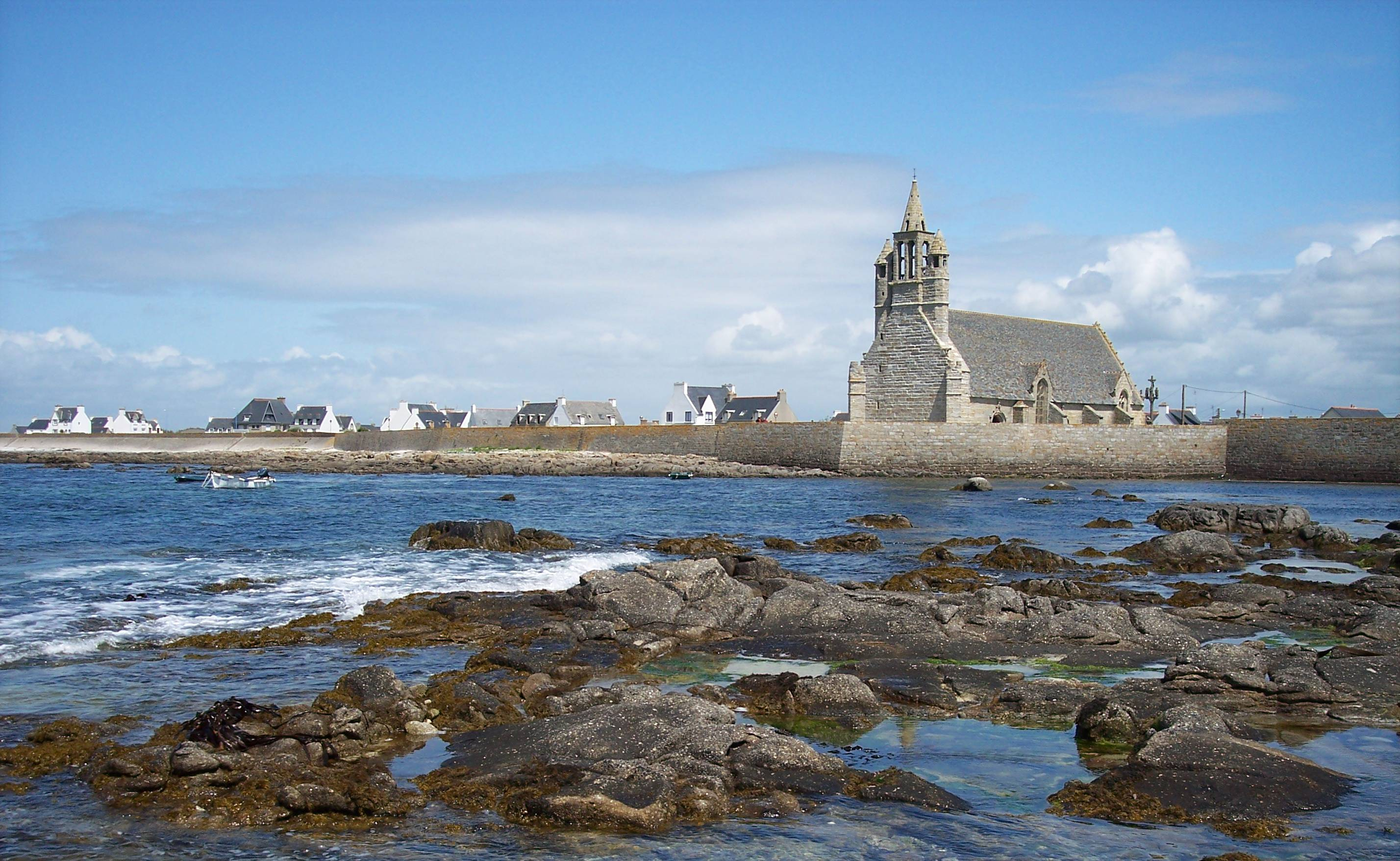
海辺にたつジョワ礼拝堂

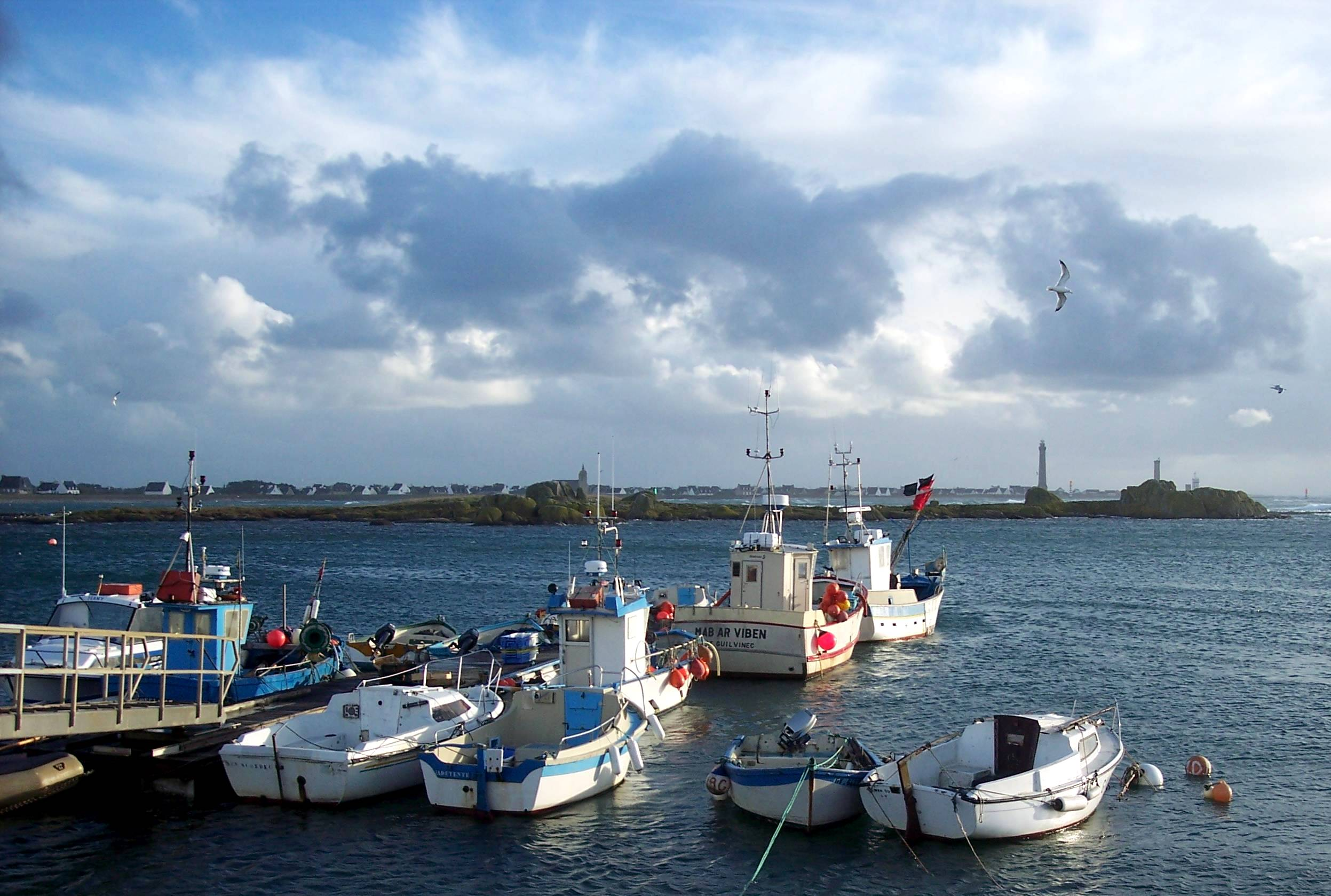
サン・ゲノレ港

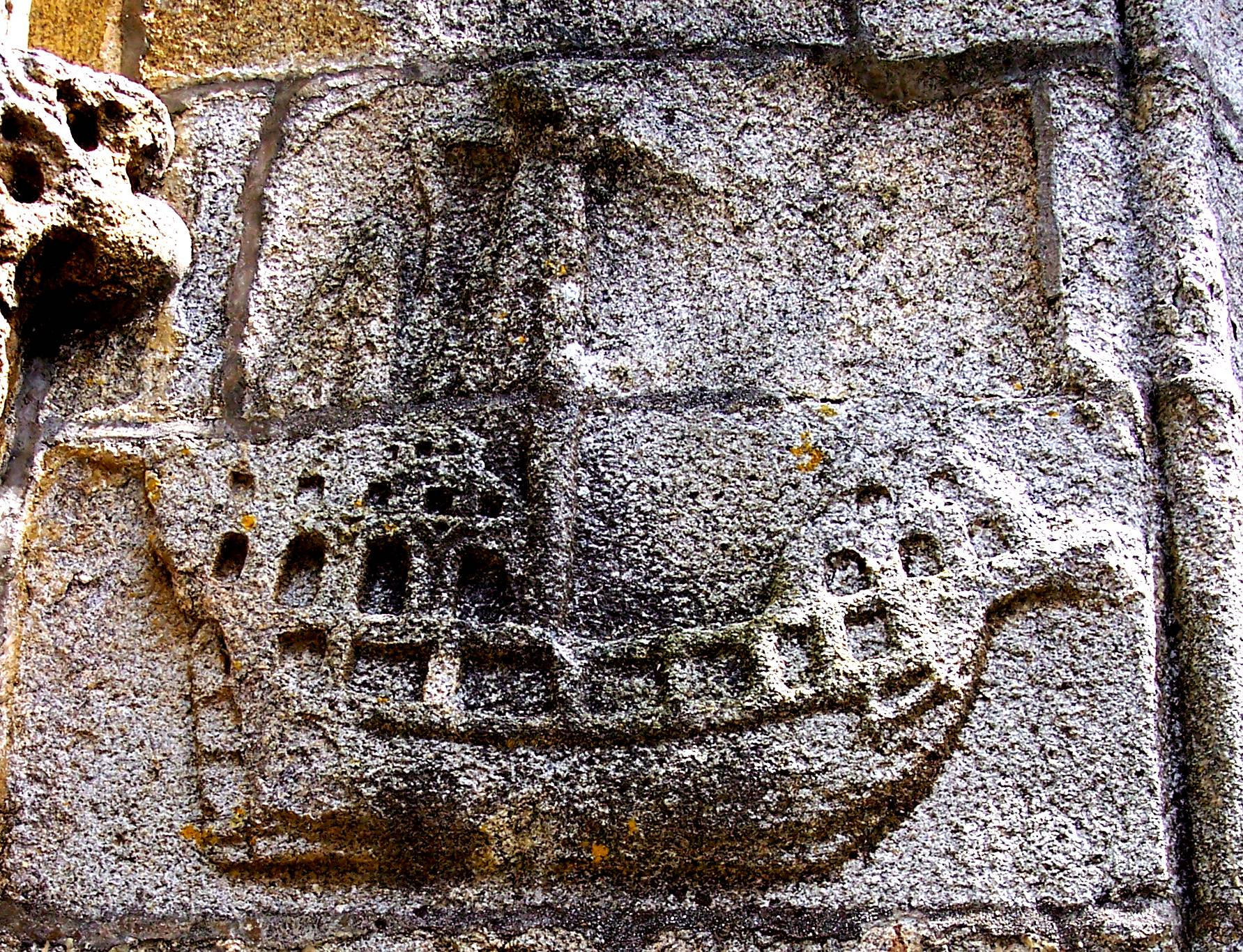
サン・ノンナ教会にあるカラベラ船のレリーフ

カンペールの南西にあるビグダン地方（fr）有数のコミューンで、オディエルヌ湾の南端にあたる。
コミューンは平坦で標高が低い。特にサン・ゲノレ地区では住宅用地のため、多くの湿地や潟が排水されている。
小島や岩礁が数多く点状にパンマール沖に散らばっている。西に向かって開かれたサン・ゲノレ漁港は、悪天候になると危険であり、北西と南を花崗岩でできた半島で守られている。北西のクリュゲン半島は本土との間を砂州がつないでいる。本土と直接つながる南のコンク半島は激しい波で破壊されるのを防ぐため、コンクリートブロックで補強されている。
その地形や年間通じて吹き付ける強風のため、植物は地面すれすれに生えている。

## 由来
ブルトン語でpennとは頭を意味し、marc'hはウマを意味する。すなわち『ウマの頭』となる。この名称は海岸線の形状を指し示している。1793年から1801年の正式名称は、Peunmarchであった。

## 歴史
パンマールは14世紀から15世紀にかけ繁栄したブルターニュ公国のコミューンで、人口およそ10,000人を数えた。パンマールのわずか西20マイル沖に、1年のうち漁期にタラが豊富に獲れる礁があったのである。加えて、パンマールはスペインのガリシアやアストゥリアスの港とのアマ、リネン、ウシ、穀物を売買する貿易を行っていた。町は海上貿易に集中し、周囲の土地は未開拓のままであったので、町の当局者は文明を求めて介入しなければならなかった。町の繁栄は1500年代前後から衰退し始めた。ニューファウンドランド島でのタラの大群の発見は、ラ・マンシュ海峡に面した漁業の町に利益をもたらしたからである。サン・マロ、グランヴィル、ビニックがそれであった。それでもパンマールはスペインとの穀物や干しダラ貿易を続けた。
パンマールは、イギリス海軍から標的とみなされ、幾度か攻撃を受けている。
しかしとどめの一撃は1595年にもたらされた。無法者のギィ・エデル・ド・ラ・フォントネルが、ドゥアルヌネ湾に浮かぶ小さなトリスタン島を要塞化して隠れ家としたのである。パンマールは城壁を持たず、2つの砦とフェンスがあるだけであった。フォントネルは策を練った。彼は武器を携帯せずにパンマールを訪問し、住民と九柱戯遊びをした。彼は住民の信頼を得、その防衛力を下見する十分な時間をとったのである。しかし住民たちは、彼が犯してきた多大な悪行や犯罪を知っていて警戒した。数ヵ月後、腕が立つ大勢の兵士の一段を従え、フォントネルはパンマールへやってきた。砦を制圧した後、そこが安全だと信じて要塞化された教会に財産を携え逃げ込んでいた住民たちを、彼らは虐殺した。『祭壇の近くで彼らは恐ろしい虐殺を行った。本堂の中にいた大半の人々は、そこに寝泊りしていたのである。』大虐殺を逃れた人々は捕虜にされた。彼は戦利品を奪い、裕福な住民たちはブレストの庇護を求めた。フォントネルはブレストへ向かう船をドゥアルヌネ砦の方向へ引いていった。根絶やしにされかけたパンマールがその後繁栄を取り戻すことはなかった。

## 経済
歴史的にパンマールの経済は漁業、農業、貿易に依存している。20世紀初頭から、魚の缶詰製造（イワシ、スプラット、マグロ、サバなど）や、野菜の生産（マメ、アオエンドウマメ、最近はアーティチョーク）が疑いなくコミューン経済を富ましてきた。近年は漁業の他に観光が地域経済の牽引役である。